# Bournand
 Bournand  es una población y comuna francesa, situada en la región de Poitou-Charentes, departamento de Vienne, en el distrito de Châtellerault y cantón de Les Trois-Moutiers.

## Demografía
| 810 | 730 | 670 | 633 | 645 | 641 |
| Para los censos de 1962 a 1999 la población legal corresponde a la población sin duplicidades (Fuente: INSEE [Consultar]) |     |     |     |     |     |